# Ann Curtis
Ann Curtis (n. 6 martie 1926, California, SUA – d. 26 iunie 2012, San Rafael⁠(d), California, SUA) a fost o înotătoare americană, medaliată olimpică. A participat la o ediție a Jocurilor Olimpice (1948) în care a câștigat 3 medalii de aur și o medalie de argint.